# 장권

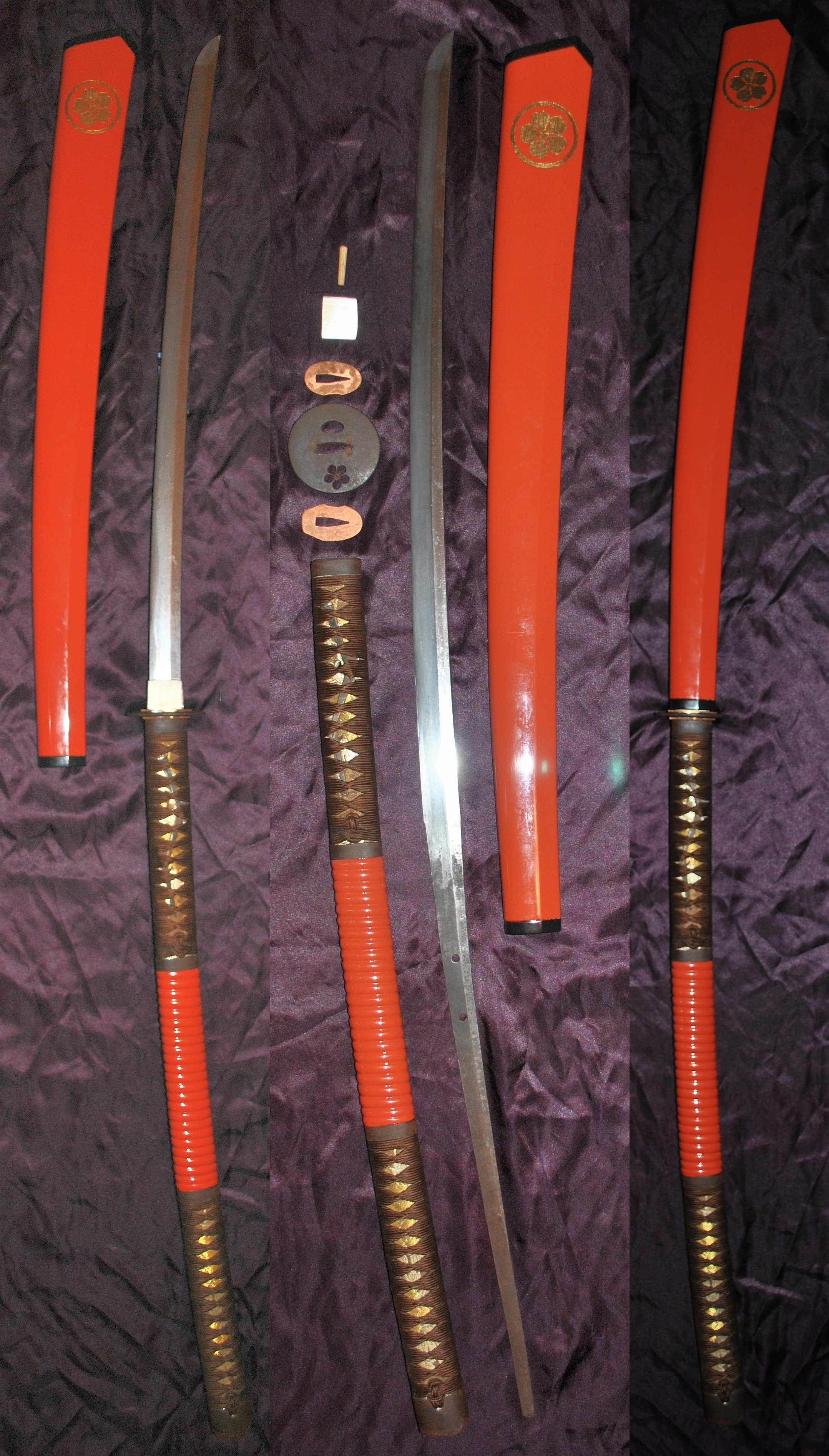

장권(일본어: 長巻 ながまき[*])은 일본의 장병무기 중 하나이다. 전통적으로 만들어진 일본도의 일종이다. 사무라이 계층이 사용했다.
얼핏 보기에 치도와 비슷하게 생겼으며, 마치 치도의 자루를 짧게 하고 날을 길게 하여 비율을 조절한 것처럼 보인다. 그러나 치도와 장권은 그 배경이 전혀 다른 무기이다. 치도는 중국의 대도, 월도류 무기가 일본으로 수입되며 변형되어 나타난 것이고, 장권은 거대한 일본도인 야태도에 긴 자루를 달아 만들어진 것이다. 때문에 치도는 장병무기로서의 성격이 강하지만 장권은 "베어내는" 도검류에 가깝다는 느낌이 강하다. 출현 시기의 경우 장권은 헤이안 시대(794년~1185년)에 처음 생산되었을 가능성이 있지만 가마쿠라 시대(1192~1333년) 중반 이전까지 알려진 예는 없다. 무로마치 시대(1336–1573년)에 장권 사용은 최고치를 찍었다. 일반적으로 도보로 싸우는 하급 사무라이의 무기로 사용되었다.
60cm 이상의 길고 무거운 무기라서 제대로 사용하면 매우 강력한 위력을 발휘했다. 무게를 실어 내리치면 갑옷을 입은 상대의 팔을 잘라낼 수 있었다고 한다. 그러나 전체 무게중심이 검신 부분에 치우쳐 있기 때문에 필연적으로 휘두르기가 힘들어진다. 때문에 장권을 다룬 무사는 상당한 힘이 필요한 장사라 할 수 있다. 이러한 장단점은 마치 서양의 츠바이헨더 따위의 양수검이 갖고 있던 장단점과 그 맥을 같이한다. 센고쿠 시대 들어서 장창과 종자도총이 등장하고 전쟁의 양상도 개인의 무용보다 집단 보병전으로 이행함에 따라, 병사 개인의 강한 힘이 필요한 무기인 장권은 자연스레 도태되었다.
장권술이라 하여 장권을 이용한 무술이 전래되었지만 치도술만큼 성행하지는 못하고 있다.

## 같이 보기
- 나기나타
- 일본도

## 참고 문헌
- Amdur, Ellis (2002). Old School, Essays on Japanese Martial Traditions, Edgework
- Friday, Karl F. (2004). Samurai, Warfare and the State in Early Medieval Japan, Routledge ISBN 0-415-32962-0
- Knutsen, Roald M. (1963). Japanese Polearms, The Holland Press, London